# Бевза Максим Васильович
Максим Васильович Бевза (нар. 1901, тепер Хмельницька область — ?) — український радянський діяч, 1-й секретар Вовковинецького районного комітету КП(б)У Кам'янець-Подільської області. Депутат Верховної Ради УРСР 2-го скликання.

## Біографія
На початку 1930-х років був одним із організаторів колгоспів на Поділлі.
Член ВКП(б).
Під час німецько-радянської війни перебував у евакуації.
У 1944 — після 1950 року — 1-й секретар Вовковинецького районного комітету КП(б)У Кам'янець-Подільської області.

## Нагороди
- орден Вітчизняної війни 1-го ст. (1.02.1945)
- орден Трудового Червоного Прапора (23.01.1948)
- медалі